# Abderrahmane El Kebir
Pour l’article homonyme, voir Cheikh Sidiya El-Kebir.
Abderrahmane El Kebir (en arabe : عبد الرحمن الكبير), né le 1er février 1930 à Maghnia en Algérie et mort le 21 juillet 2017 dans le 12e arrondissement de Paris, est un acteur algérien.

## Biographie
Abderrahmane El Kebir, après quelques figurations, est engagé par Ali Ghalem pour jouer le rôle principal de son film/documentaire Mektoub, qui relate les péripéties d'un jeune Maghrébin arrivant en France dans les années 1970, perdu dans un monde qu'il ne connaît pas. Il sera ensuite alloué aux rôles que le cinéma français attribuait aux Maghrébins dans les années 1970, 80 : sombre homme de main, terroriste, épicier...
Souvent crédité El Kebir, El Kebir, Adder El Kebir, Abderrahmane El Kebir, il cumulera tout au long de sa carrière, entre 1969 et 2017, plus de soixante-dix apparitions dans des films, téléfilms et courts métrages. Il tournera entre autres avec Michel Audiard, Gérard Oury, Georges Lautner, Mathieu Kassovitz ...
Abderrahmane El Kebir décède le 21 juillet 2017, dans le 12e arrondissement de Paris.

## Filmographie

### Cinéma
- 1969 : Une veuve en or de Michel Audiard
- 1970 : Mektoub d'Ali Ghalem : Ahmed
- 1972 : L'aventure c'est l'aventure de Claude Lelouch : Un militant
- 1973 : Le Complot de René Gainville : l'Ami de Saporo
- 1973 : L'Oiseau rare de Jean-Claude Brialy
- 1973 : La Valise de Georges Lautner
- 1973 : Les Aventures de Rabbi Jacob de Gérard Oury : Un homme de main de Farès
- 1975 : Pas de problème ! de Georges Lautner : Le voisin du dessus d'Anita
- 1976 : L'Année sainte de Jean Girault : Le gendarme Marocain
- 1977 : Plus ça va, moins ça va de Michel Vianey
- 1977 : La Machine de Paul Vecchiali : Un témoin
- 1977 : La Vie devant soi de Moshé Mizrahi : Mimoun
- 1977 : Mort d'un pourri de Georges Lautner : Kébir
- 1978 : Ils sont fous ces sorciers de Georges Lautner
- 1979 : Le Pull-over rouge de Michel Drach : Ali
- 1980 : Girls de Just Jaeckin : Ali
- 1981 : Pétrole ! Pétrole ! de Christian Gion : Un homme de main d'Atiz
- 1984 : Fort Saganne d'Alain Corneau
- 1986 : Nuit d'ivresse de Bernard Nauer : Le buveur de Boukha
- 1989 : L'union sacrée de Alexandre Arcady : Kada
- 1991 : Cauchemar blanc de Mathieu Kassovitz : l'Arabe
- 1992 : Au Petit Bonheur d'Azize Kabouche
- 1992 : Confessions d'un barjo de Jérôme Boivin
- 1994 : Killer Kid de Gilles de Maistre
- 1995 : Élisa de Jean Becker
- 1995 : Douce France de Malik Chibane : Père Malouf
- 1996 : Les Deux Papas et la Maman de Jean-Marc Longval : Le père de Salim
- 1998 : Pop Corn de Yannick Rolandeau
- 1999 : Un café... l'addition de Félicie Dutertre
- 2000 : Tel père tel fils de Nordine Oulmi
- 2000 : Là-bas... mon pays d'Alexandre Arcady : Le frère de Fadel
- 2001 : Pas d'histoires ! d'Yves Angelo
- 2001 : Origine contrôlée d'Ahmed Bouchaàla
- 2002 : Les lettres d'Algérie d'Azize Kabouche
- 2004 : À vot' bon cœur de Paul Vecchiali
- 2009 : Le Missionnaire de Roger Delattre

### Télévision
- 1972 : François Gaillard ou la vie des autres de Jacques Ertaud, (épisode : Michel, Le mécano)
- 1974 : Un curé de choc (26 épisodes de 13 minutes) de Philippe Arnal
- 1974 : Messieurs les jurés : L'Affaire Savigné-Montorey de Pierre Nivollet
- 1975 : Jack
- 1976 : Les Roses de Manara
- 1976 : Les Brigades du Tigre : (épisode Le crime du sultan)
- 1977 : Désiré Lafarge  épisode : Désiré Lafarge et les rois du désert  de Jean-Pierre Gallo
- 1977 : Minichroniques de René Goscinny et Jean-Marie Coldefy, épisode  : Le bricolage
- 1978 : Le Coup monté
- 1978 : Médecins de nuit de Nicolas Ribowski, épisode : Alpha (série)
- 1981 : Les Enquêtes du commissaire Maigret d'Yves Allégret (série télévisée), épisode : Une confidence de Maigret
- 1982 : L'Enlèvement de Ben Bella de Jean-François Delassus
- 1984 : Le Rat
- 1993 : Le Château des oliviers
- 1996 : Le Vent de l'oubli
- 2007 : Une histoire à ma fille : Ahmed